# Südostasienspiele 1989
Die Südostasienspiele 1989, englisch als Southeast Asian Games (SEA Games) bezeichnet, fanden vom 20. bis 31. August 1989 in Kuala Lumpur statt. Es war die 15. Auflage der Spiele. Es nahmen 3160 Athleten und Offizielle aus neun Ländern in 24 Sportarten an den Spielen teil.

## Medaillenspiegel
| Platz | Land        | Gold | Silber | Bronze | Gesamt |
| ----- | ----------- | ---- | ------ | ------ | ------ |
| 1     | Indonesien  | 102  | 78     | 71     | 251    |
| 2     | Malaysia    | 67   | 58     | 75     | 200    |
| 3     | Thailand    | 62   | 63     | 66     | 191    |
| 4     | Singapur    | 32   | 38     | 47     | 117    |
| 5     | Philippinen | 26   | 37     | 64     | 127    |
| 6     | Myanmar     | 10   | 14     | 20     | 44     |
| 7     | Vietnam     | 3    | 11     | 5      | 19     |
| 8     | Brunei      | 1    | 2      | 24     | 27     |
| 9     | Laos        | 0    | 1      | 0      | 1      |

## Sportarten
- Badminton
- Basketball
- Bodybuilding
- Bogenschießen
- Bowling
- Boxen
- Fechten
- Fußball
- Gewichtheben
- Golf
- Judo
- Karate
- Leichtathletik
- Pencak Silat
- Radsport
- Rudern
- Schießen
- Schwimmsport
- Segeln
- Sepak Takraw
- Taekwondo
- Tennis
- Tischtennis
- Volleyball

## Referenzen
- Percy Seneviratne (1993) Golden Moments: the S.E.A Games 1959-1991 Dominie Press, Singapur ISBN 981-00-4597-2
- Geschichte der Südostasienspiele